# 2050-е годы
2050-е (две ты́сячи пятидеся́тые) го́ды по григорианскому календарю — промежуток времени с 1 января 2050 года по 31 декабря 2059 года, включающий 2050 год 5-го десятилетия   и с 2051 по 2059 годы    6-го десятилетия XXI века 3-го тысячелетия.  Они наступят через 25 лет.

## Ожидаемые события

### 2050 год
- Согласно прогнозам Департамента по экономическим и социальным вопросам ООН, население Земли достигнет 9,1 миллиарда человек[1][2].
- Французский демограф Эммануэль Тодд предсказал снижение рождаемости и общемировой нулевой прирост населения к 2050 году[3].
- По прогнозам ООН, Великобритания к 2050 году будет иметь самое большое население среди стран ЕС и будет третьим в мире государством по привлечению мигрантов[4].
- Согласно исследованиям Goldman Sachs, Китай, США и Индия будут крупнейшими экономиками мира к 2050 году[5].
- К этому году среднегодовые температуры в Танзании могут превысить базовый уровень на 1-3 °C, что приведёт по всей стране к увеличению очагов заражения заболеваниями, разносимых комаром-пискуном (Culex pipiens), а также к усилению наводнений и засух[6].

### 2051 год
- Апрель — сообщение METI, посланное 1 июля 1999 года к звезде HD 190360 (Глизе 777), достигнет пункта назначения[7].
- 11 апреля — частное солнечное затмение[англ.] с наибольшей фазой (0.9849) в XXI веке[8].
- Согласно сообщениям, опубликованным в 2007 году Лондонской школой экономики и Институтом психиатрии, свыше 1.7 миллиона жителей Великобритании будет страдать слабоумием[9].

### 2057 год
- Февраль — сообщение METI, отправленное 30 июня 1999 года к звезде HD 190406 (15 Стрелы), достигнет пункта назначения[7].